# CHU - Centre Oscar-Lambret (métro de Lille)
CHU - Centre Oscar-Lambret est une station de métro française de la ligne 1 du métro de Lille. Inaugurée le 2 mai 1984 sous le nom « CHR Oscar-Lambret », elle permet de rejoindre l'hôpital Claude-Huriez du CHU de Lille.

## Situation
La station se situe place Verdun, à côté de l'avenue Oscar-Lambret. Avant-dernière station de la ligne 1 du métro de Lille, celle-ci dessert le Nord du centre hospitalier régional universitaire de Lille.
Elle est située sur la ligne 1 entre les stations Porte des Postes et CHU - Eurasanté à Lille.

### Origine du nom
Elle doit son nom à la fois au centre hospitalier régional universitaire (abrégé CHU) qu'elle dessert ainsi qu'à l'avenue Oscar-Lambret qui est aux pieds de la station. Oscar Lambret était un chirurgien et professeur à l'initiative de la création du centre hospitalier régional universitaire de Lille.

### Histoire
La station est inaugurée le 2 mai 1984, lors du prolongement vers CHR B-Calmette (aujourd'hui CHU - Eurasanté).

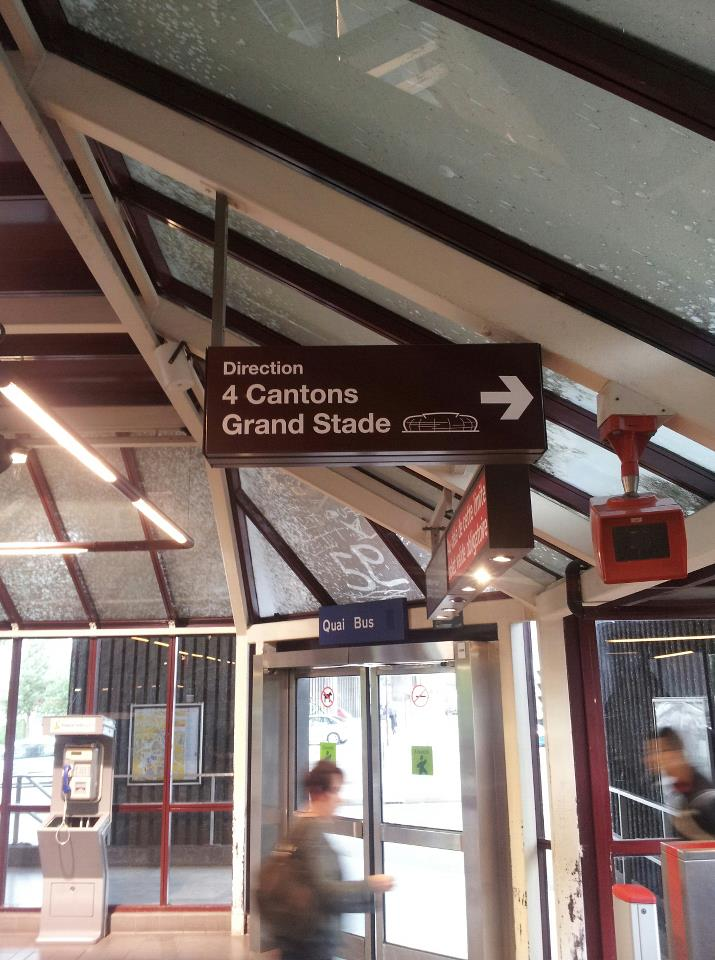
Niveau 0, où se situent les machines a tickets ainsi que les escaliers pour accéder aux quais.

Ses quais vont être allongés pour atteindre 52 mètres afin d'accueillir des rames de quatre voitures et ces travaux devraient s'achever en 2023. Dans ce cadre, la station sera équipée d'un nouvel escalier.

## Service aux voyageurs

### Accueil et accès
La station est accessible depuis l'avenue Oscar-Lambret, une des artères principales de Lille-Sud.
CHU – Centre Oscar-Lambret est bâtie sur deux niveaux, et bénéficie de deux accès :
- 1er niveau : entrées, automates de vente de tickets, escaliers mécaniques, ascenseurs en extérieur qui débouchent directement dans la rue ;
- 2e niveau : les deux quais d'embarquement (vers CHU - Eurasanté et Quatre Cantons - Stade Pierre-Mauroy) autour de la voie centrale.

### Intermodalité
Une station V'Lille ainsi qu'une station d'autopartage Citiz sont situées à proximité de la station.
La station est desservie par les lignes 10 et 934 du réseau Ilévia.
La gare de Lille-CHR est située à proximité de la station.

## À proximité
- Hôpital Claude-Huriez et le Pôle recherche (faculté de médecine et CHU)
- Centre régional de lutte contre le cancer Oscar-Lambret
- Faculté de chirurgie dentaire de l'Université de Lille
- Centre du SAMU 59
- Gare de Lille-CHR
- Résidence CROUS